# Мазенко Богдан
Богдан Мазенко (нар. 18 травня 1996, Вінниця, Україна) — український волейболіст, центральний блокувальник, гравець ВК «Барком-Кажани» зі Львова.

## Життєпис
Народжений 18 травня 1996 року в м. Вінниці.
У сезоні 2015—2016 грав у клубі «МХП-Вінниця», у 2016—2019 роках — у клубі «Серце Поділля» (Вінниця), 2019/2020 — «ДСО-ТНЕУ» (Тернопіль), 2020/2021 — у «Серці Поділля» (Вінниця).
Сезон 2021—2022 розпочинав у житомирському ВК «Житичі-Поліський університет», у січні 2022 перебрався до клубу «Пярну» (Естонія; Pärnu Võrkpalliklubi).
Дружина — Марина Мазенко, українська волейболістка.

### Досягнення
Клубні
- володар Суперкубка України 2021.

Особисті
- найкращий центральний блокувальник Чемпіонату України (вища ліга) 2019—2020[3]